# 오문화파

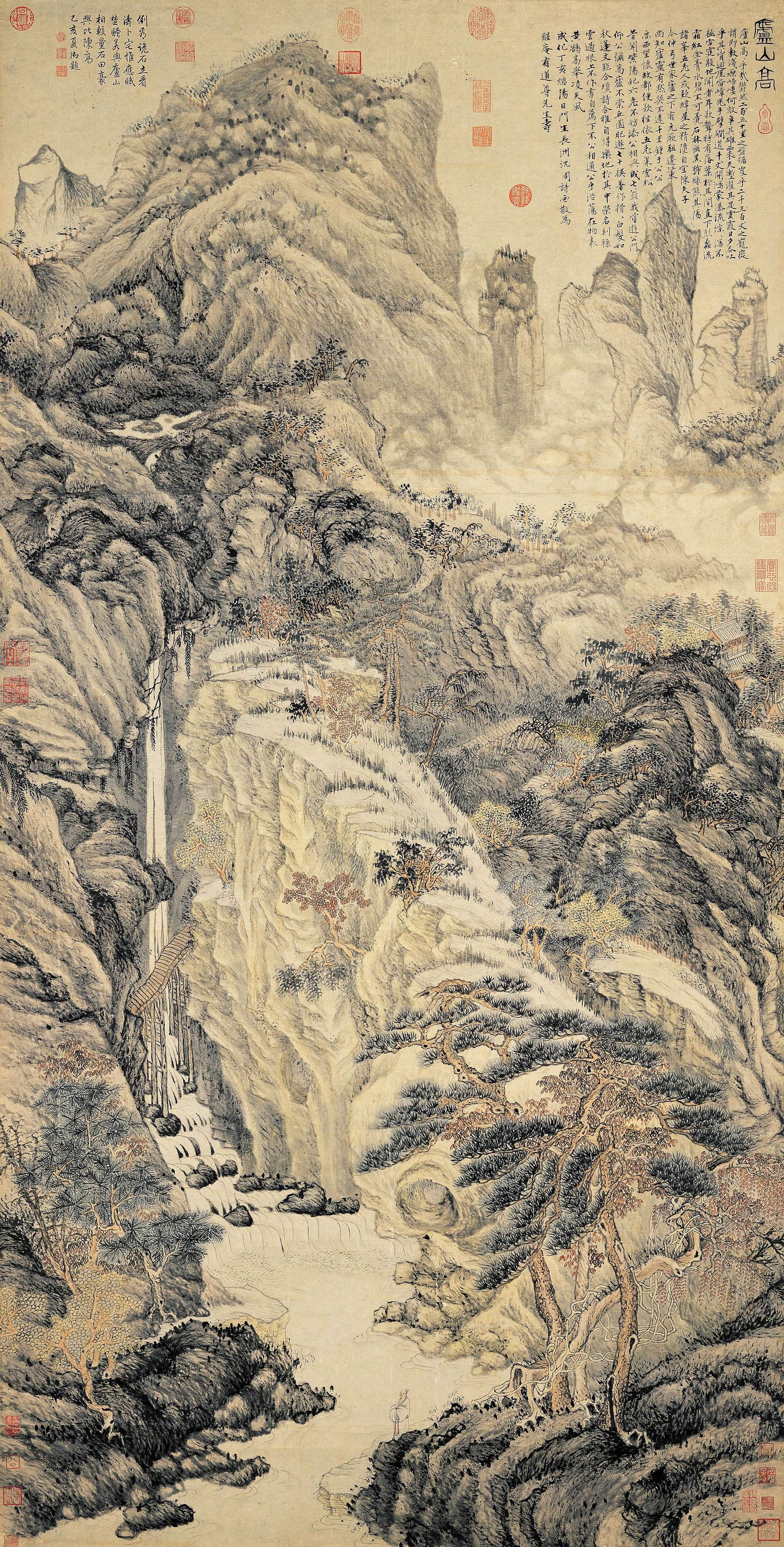
심주의 《여산고(廬山高)》.

오문화파(吳門畵派)는 명나라 시기 남부 화풍의 화가들을 총칭한다. 오문화파는 특정한 가문이나 학파가 따로 존재했던 것이 아니라, 동일하거나 비슷한 예술 철학을 보유한 모든 화가들을 통틀어 일컫는 단어였다. 보통 문관들, 학자들, 아마추어 화가들이 이 파에 주로 속하였다. 오문화파의 화가들은 작품에 개인적인 특성을 부여하고, 화가 주체를 그림 속에 녹아내려고 노력하였다. 또한 오문화파의 그림들에는 그림을 설명하는 문구, 그린 날짜, 이론, 그린 이유 등을 설명하는 글귀들이 적혀있다. 이 글귀들은 단순한 산수화가 아니라, 작가들마다 다른 느낌을 준다는 점에서 타 그림들과 차별화를 꾀하였다고 할 수 있다. 보통 명사가들 중 한 명인 심주가 이 오문화파의 창시자들 중 하나로 꼽힌다. 명나라 시대에는 절파가 오문화파의 대척점에 서 있다는 평가를 받았다.

## 같이 보기
- 중국화 (회화)
- 문인화
- 절파